# Veenrivier

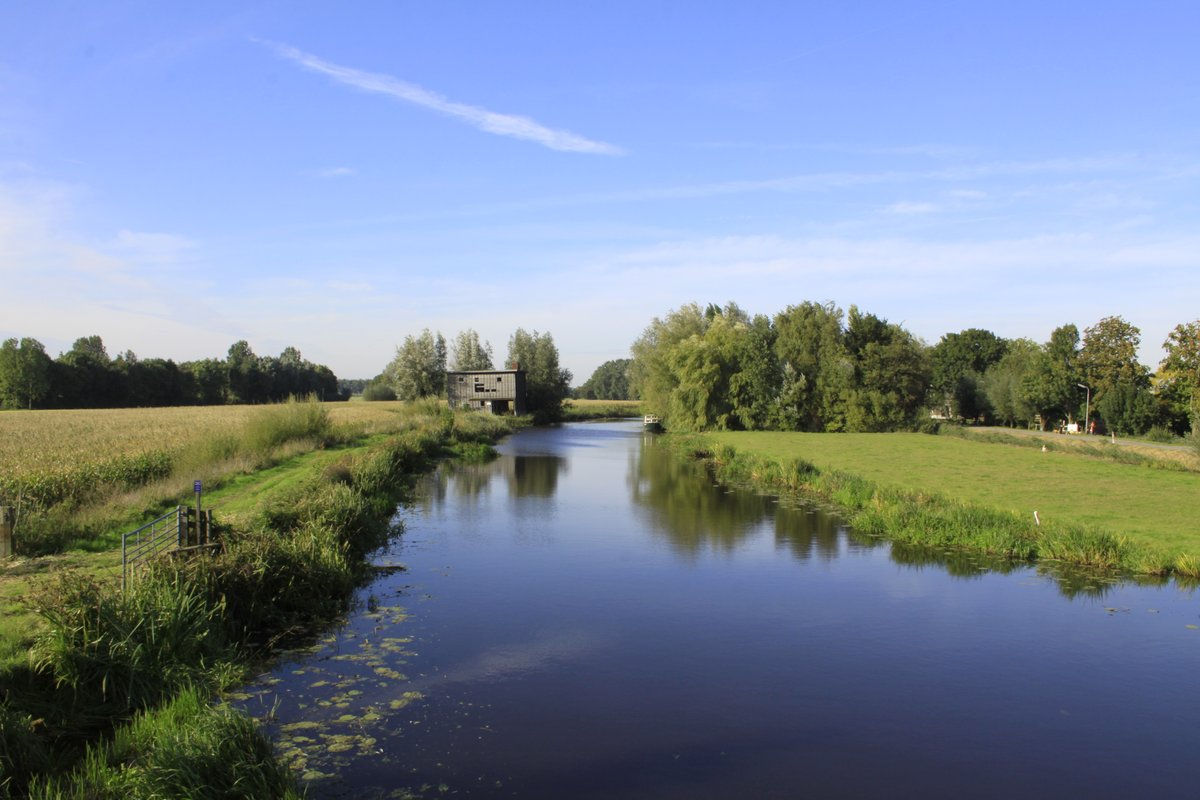
Veenrivier de Giessen bij Overslingeland

Een veenrivier is een kleine rivier in een laagveengebied die is ontstaan door de afvloeiing van het teveel aan water uit het veen.

## Nederland
Sinds het holoceen trad veenvorming op waardoor een groot gedeelte van de laaggelegen gebieden langs de Noordzeekust met een dik veenpakket bedekt werd. Zolang deze natuurlijke staat ongewijzigd bleef, kon het veen groeien tot enkele meters boven zeeniveau. In een dergelijke omgeving wordt het overtollige regenwater op natuurlijke wijze afgevoerd via stroompjes en kleine rivieren, die uitmonden in wat lager gelegen gebied. Kenmerkend voor een veenrivier is de trage stroming door de geringe wateraanvoer.
Veel oorspronkelijke veenrivieren en veenstroompjes zijn vanaf de tijd van de Grote Ontginning gekanaliseerd en verbreed.
De Amstel en de Rotte zijn veenrivieren die vooral bekend zijn geworden door de dammen die er in werden gelegd.